# Ilario Calvo
Ilario Calvo (Alassio, 6 maggio 1974) è un attore e opinionista italiano, particolarmente noto in Francia per essere apparso in numerose trasmissioni televisive e reality show francesi.

## Biografia
Ilario Calvo è nato da padre italiano e da madre tedesca. È cresciuto nel Principato di Monaco e ha studiato filosofia alla Sorbona, scienze politiche a Torino e commedia al Cours Florent.
È stato l'opinionista che ha rappresentato l'Italia nella trasmissione televisiva Union Libre andata in onda su France 2 dal 1998 al 2002.
Ha partecipato alla prima edizione del reality show La Ferme Célébrités, andata in onda su TF1 nel 2004.
Ha interpretato Luca Cordero di Montezemolo nel film Rush di Ron Howard.

## Filmografia
- Union Libre - programma TV France 2 (1998-2002)
- La Ferme Célébrités - reality show TF1 (2004)
- Rush, regia di Ron Howard (2013)